# Чернігівське (Україна)
Чернігівське —  селище в Україні, у Лозівській міській громаді Лозівського району Харківської області. Населення становить 933 осіб. До 2020 орган місцевого самоврядування — Чернігівська сільська рада.

## Географія
Селище Чернігівське знаходиться на вододілі річок Лозова та Орілька. Через селище проходить автомобільна дорога Т 2107. Поруч проходить залізниця, зупинний пункт Прядкін.

## Історія
Селище засноване в 1929 році вихідцями з Чернігівщини. 1933 року постраждало внаслідок Голодомору.
12 червня 2020 року, відповідно до Розпорядження Кабінету Міністрів України  № 725-р «Про визначення адміністративних центрів та затвердження територій територіальних громад Харківської області», увійшло до складу Лозівської міської громади.
17 липня 2020 року, в результаті адміністративно-територіальної реформи та ліквідації колишнього Лозівського району (1923—2020), увійшло до складу новоутвореного Лозівського району Харківської області.

## Населення

### Мова
Розподіл населення за рідною мовою за даними :
| Мова            | Кількість | Відсоток |
| --------------- | --------- | -------- |
| українська      | 835       | 89.50%   |
| російська       | 70        | 7.50%    |
| румунська       | 6         | 0.64%    |
| білоруська      | 2         | 0.21%    |
| німецька        | 1         | 0.11%    |
| інші/не вказали | 19        | 2.04%    |
| Усього          | 933       | 100%     |

## Економіка
- Молочно-товарна ферма.
- Кооператив «Чернігівський».
- ВАТ «Чернігівське САТП-2502».
- «Чернігівське», приватне сільськогосподарське підприємство.